# Budajenő
Budajenő es un pueblo húngaro perteneciente al distrito de Budakeszi, condado de Pest.

## Superficie
Cuenta con una superficie de 12,42 km².

## Demografía
Hasta 2024 la población era de 2576 habitantes, con una densidad de población de 207,40 hab/km².
| Gráfica de evolución demográfica de Budajenő entre 2020 y 2024 |
|                                                                |
| Datos según la Oficina Central de Estadística de Hungría.      |